# أليمبون (باد كاليه)
أليمبون، باد كاليه (بالفرنسية: Alembon)‏ هي بلدية تقع في إقليم باد كاليه من منطقة نور با دو كاليه في شمال فرنسا. تبلغ مساحة هذه المدينة 8.97 (كم²)، وترتفع عن سطح البحر 106 م، يبلغ عدد سكانها 597 نسمة حسب إحصاء المعهد الوطني للإحصاء والدراسات الاقتصادية سنة 2009 م. وترأس Jocelyne Coze البلدية خلال فترة (2008-2014).